# ふーみ
ふーみは、日本のイラストレーター。女性。東京都出身。血液型はB型。

## 来歴
カードゲームやライトノベルの挿絵を手掛ける。サークル・ラジアルエンジンでも活躍する。2015年頃までは「風深(ふーみ)」名義も用いていた。
2018年2月2日 - 12日にはとらのあな秋葉原店で個人イラスト展が開催された。

## 作品

### 小説挿絵

#### 2013年
- 『義妹が勇者になりました。』シリーズ（2013年 - 、著：縞白、アリアンローズ）[4][5][注釈 1]
- 『異世界の本屋さんへようこそ！』シリーズ（2013年 - 2015年、著：安芸とわこ、レジーナブックス）[6][7]

#### 2015年
- 『世界を救った姫巫女は』（2015年、著：六つ花えいこ、レジーナブックス）[8]
- 『失楽ノア』シリーズ（2015年 - 、著：二階堂紘嗣、講談社ラノベ文庫）[9]

#### 2016年
- 『LV999の村人』シリーズ（2016年 - 2019年、著：星月子猫、エンターブレイン）[10][11]
- 『造られしイノチとキレイなセカイ』シリーズ（2016年 - 2017年、著：緋月薙、HJ文庫）[12]

- 『すまん、資金ブーストよりチートなスキル持ってる奴おる？』シリーズ（2016年 - 2017年、著：えきさいたー、ダッシュエックス文庫）[13][14]

#### 2017年
- 『WIXOSS Bright Heart/Blight Hope』（2017年、著：風見どり、ホビージャパン）[15]
- 『天界に裏切られた最強勇者は、魔王と○○した。』（2017年、著：月島秀一、アース・スターノベル）[16]
- 『どうやら私の身体は完全無敵のようですね』シリーズ（2017年 - 、著：ちゃつふさ、GCノベルズ）[17]

#### 2018年
- 『拡張幻想サクリファイス』（2018年、 著：八薙玉造、MF文庫J）[18]
- 『魔王様の街づくり!～最強のダンジョンは近代都市～』シリーズ（2018年 - 、著：月夜涙、GAノベル）[19][20][注釈 2]
- 『勇者の隣の一般人』シリーズ（2018年 - 、著：髭付きだるま、モンスター文庫）[21]
- 『魔王を倒した俺に待っていたのは、世話好きなヨメとのイチャイチャ錬金生活だった。』シリーズ（2018年 - 、著：かじいたかし、HJ文庫）[22]
- 『じゅっさいのおよめさん』（2018年、著：三門鉄狼、講談社ラノベ文庫）[23]

#### 2019年
- 『聖女に散々と罵られたが、夜の彼女は意外と可愛い』（2019年、著：緋色の雨、アース・スターノベル）[24]
- 『神スキルの門番』シリーズ（2019年 - 、著：春日山せいじ、ファミ通文庫）[25]
- 『わたしの知らない、先輩の100コのこと』シリーズ（2019年 - 、著：兎谷あおい、MF文庫J）[26]
- 『新米錬金術師の店舗経営』シリーズ（2019年 - 、著：いつきみずほ、富士見ファンタジア文庫）[27]

#### 2020年
- 『剣聖の幼馴染がパワハラで俺につらく当たるので、絶縁して辺境で魔剣士として出直すことにした。』シリーズ（2020年 - 2022年、著：シンギョウガク、Ｍノベルス）[28][29]
- 『やたらと察しのいい俺は、毒舌クーデレ美少女の小さなデレも見逃さずにぐいぐいいく』シリーズ（2020年 - 2022年、著：ふか田さめたろう、GA文庫）[30][31]
- 『恋人代行をはじめた俺、なぜか美少女の指名依頼が入ってくる』シリーズ（2020年 - 2021年、著：夏乃実、角川スニーカー文庫）[32][33]

#### 2021年
- 『両想いになりたい』（2021年、著：もえぎ桃、青い鳥文庫）[1]

#### 2022年
- 『パシられ陰キャが実は最強だった件』シリーズ（2022年 - 、著：マリパラ、キャラクター原案・漫画：六井調、MF文庫J）[34]

### 画集
- 『ふーみ画集 Imagination』（2019年、ホビージャパン）[35]

### アニメ
- 『俺だけ入れる隠しダンジョン』4話エンドカード（2021年）[36]
- 『アイドルマスター ミリオンライブ!』11話エンドカード（2023年）[37]

### キャラクターデザイン
- 角巻わため（2019年 - 、ホロライブ所属のバーチャルYouTuber）[38][39]
- 亜玖魔サキ（2020年 - 2022年、AXEL-V所属のバーチャルYouTuber）[40]
- 白鹿いおり（2021年 - 、Phase Connect所属のバーチャルYouTuber）[41]
- MEI²（2021年、ゲーム『ポーカーチェイス』のキャラクター）[42][43]